# Aurelio Luini
Pour les articles homonymes, voir Luini (homonymie).
Aurelio Luini (Milan, v. 1530 -  v. 1592) est un peintre italien maniériste lombard, le fils de Bernardino Luini.

## Biographie
Ami de Giovanni Paolo Lomazzo et affilié (sous le nom de  compà Lovìgn) à l'Accademia dei Facchini della Val di Blenio, Aurelio Luini rencontre quelques problèmes avec la censure ecclésiastique  comme l'atteste une ordonnance de l'évêque Carlo Borromeo qui, en 1581, pour une brève période, lui interdit de peindre.

## Œuvres

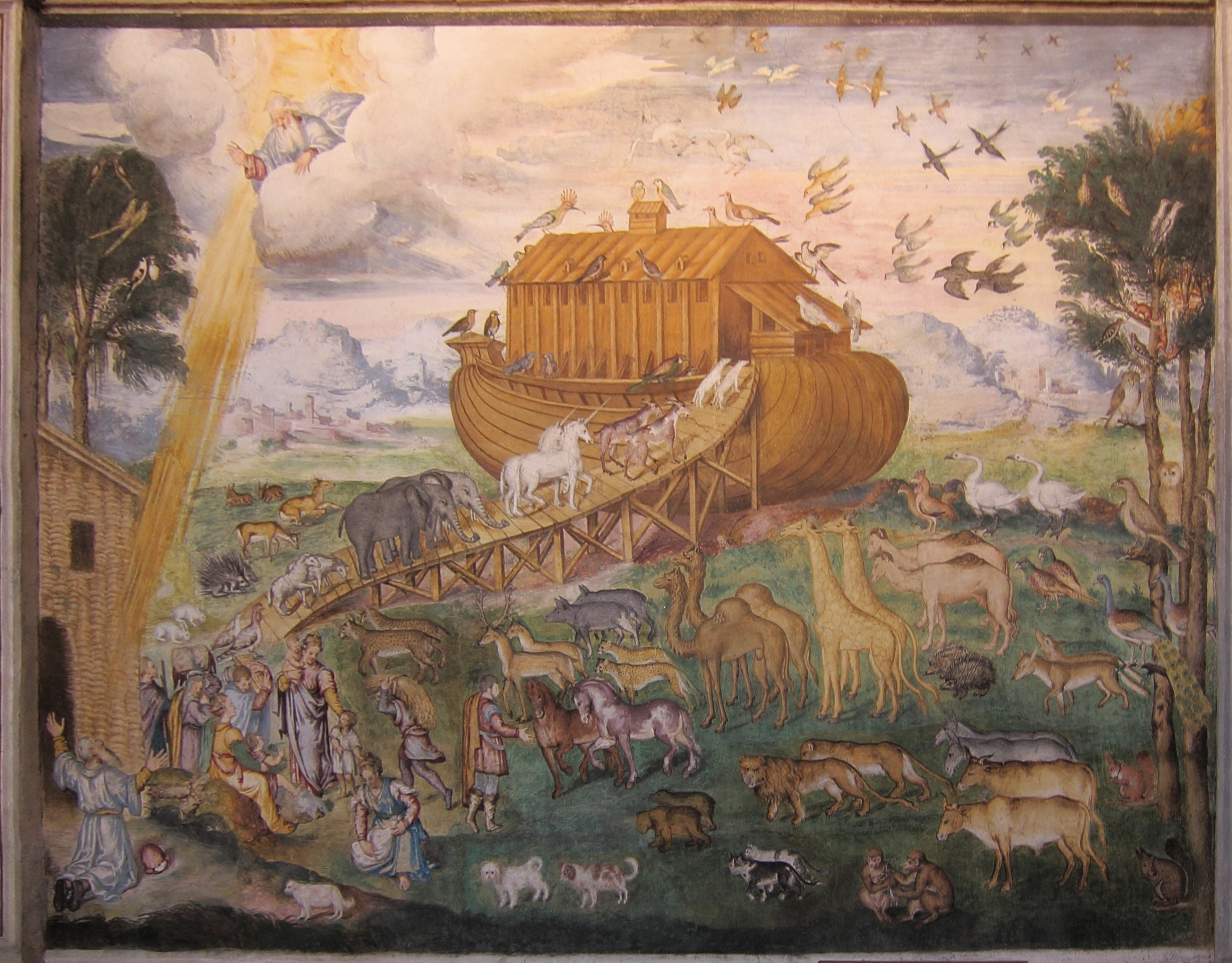
L'arche de Noé, fresque peinte par Aurelio Luini, vers 1556, San Maurizio al Monastero Maggiore, Milan, Italie.

- Fresques de  San Maurizio au Monastero Maggiore, Milan
- Fresques du  tramezzo du monastère bénédictin de Santa Maria Assunt, Cairate
- Pietà, Santa Barnaba, Milan
- Fresques à Santa Maria di Campagna à Pallanza, commune de Verbania en collaboration avec Carlo Urbino
- Fresques de San Vincenzo au Monache à Milan (aujourd'hui à la pinacothèque de Brera)
- San Tecla pour le  Duomo (maintenant dans la sacristie)
- Madonna tra i Ss. Rocco e Sebastiano, cathédrale de Tortona

## Sources
- (it) Cet article est partiellement ou en totalité issu de l’article de Wikipédia en italien intitulé « Aurelio Luini » (voir la liste des auteurs).